# Museu e Arquivo Histórico Pedro Rossi
O Museu e Arquivo Histórico Pedro Rossi foi fundado no ano de 1976 no município de Flores da Cunha (RS), com a intenção de valorizar e preservar a memória, a história e a cultura dos imigrantes italianos no município, denominando-se na época: Museu da Imigração. No entanto, por não possuir sede própria, precisou ser fechado em 1978. Os trabalhos para reabertura reiniciaram em 1985, quando a administração municipal adquiriu um imóvel para abrigar a prefeitura, disponibilizando o antigo prédio para ser utilizado em prol da preservação da história do município. Em 26 de maio de 1986 aconteceu a reinauguração, data em que o museu passou a denominar-se Museu e Arquivo Histórico Florense e passou a abrigar objetos e documentos históricos.

## Histórico
Pela Lei Municipal 2.322 de 16 de junho de 2003, passou a denominar-se Museu e Arquivo Histórico Pedro Rossi, em homenagem ao primeiro prefeito eleito no município após a abertura democrática de 1946.
Seu acervo é composto por centenas de objetos que resguardam a história da imigração italiana, bem como, das vivências e dos saberes que permeiam o período de 1876-1960 no município. Além dos objetos expostos no museu, o prédio abriga o Arquivo Histórico Municipal, que acondiciona inúmeros documentos e fotografias tanto produzidos pela Administração Pública quanto pelos munícipes.
Para auxiliar na realização das atividades conta com o apoio da Associação de Amigos do Museu e Arquivo Histórico Municipal que atua com serviços voluntários e ações em prol da preservação do Patrimônio Histórico e Cultural do Município.